# Trnovica (gmina Bileća)
Trnovica (cyr. Трновица) – wieś w Bośni i Hercegowinie, w Republice Serbskiej, w gminie Bileća. W 2013 roku liczyła 16 mieszkańców.